# Дизельма
Дизельма Арчера (лат. Diselma archeri) — вечнозелёный хвойный кустарник из семейства Кипарисовые. Единственный вид рода Дизельма.
Встречается на западном побережье Тасмании, которая относится к австралийской зоогеографической области. Растёт в горах, предпочитает высоту 900—1000 м над уровнем моря.
Имеет необычный вид с мелкими, чешуевидными плотно прижатыми к ветвям листьями.
Весьма декоративна.
Имеет в горах склоноукрепляющее значение.